# Catherine Chabot
Catherine Chabot est une actrice, dramaturge, scénariste et réalisatrice québécoise née le 16 mars 1988.

## Biographie
Diplômée du Conservatoire d'art dramatique de Montréal en 2013, Catherine Chabot fait partie de la distribution de plusieurs émissions de télévision québécoises, dont Unité 9, Victor Lessard, Léo, O' et Mon ex à moi.
Elle écrit la pièce de théâtre Table rase, présentée à Montréal et à Québec en 2017, puis Dans le champ amoureux en 2018. En 2019, elle crée Lignes de fuite, qui raconte un souper entre anciens amis du secondaire qui dérape. La pièce remporte le prix du meilleur texte original 2019 remis par l’Association québécoise des critiques de théâtre (AQCT). Elle est adaptée au cinéma en 2022 et le long-métrage la met en vedette avec Léane Labrèche-Dor et Mariana Mazza.
En 2019, elle joue son premier rôle au cinéma dans le film Menteur, de Émile Gaudreault, avec Louis-José Houde et Antoine Bertrand. Suivra la comédie Le Guide de la famille parfaite, de Ricardo Trogi, que le géant Netflix a mise en ligne en 2021.
En 2023, elle est la tête d'affiche de la série La Candidate, écrite par Isabelle Langlois et librement inspirée des débuts en politique de Ruth Ellen Brosseau, dans laquelle elle incarne une technicienne en pose d'ongles qui devient députée contre toute attente.
En 2025, elle joue dans Qui a poussé Mélodie?, série produite par Trio Orange, et Dernière seconde, série dans laquelle elle devient une policière-technicienne en explosifs.

## Théâtre
- 2017 : Table rase d'elle-même, mise en scène de Brigitte Poupart, Espace Libre[6] : Catherine
- 2017 : Vol au-dessus d'un nid de coucou de Dale Wasserman (en) d'après l'œuvre de Ken Kesey, mise en scène de Michel Monty, Théâtre du Rideau vert[7] : Candy Starr
- 2017 : Dans le champ amoureux d'elle-même, mise en scène de Frédéric Blanchette, production de Corrida, Espace Libre[8] : la fille

## Filmographie

### Cinéma

#### Actrice
- 2019 : Menteur d'Émile Gaudreault : Chloé Therrien
- 2020 : 2011 d'Alexandre Prieur-Grenier : Charlotte, l'infirmière
- 2021 : La Traversée (court métrage) d'Ève Saint-Louis : la serveur du St-Hubert
- 2021 : Le Guide de la famille parfaite de Ricardo Trogi : Marie-Soleil Blouin
- 2022 : Lignes de fuite de Miryam Bouchard (en) et d'elle-même : Audrey
- 2025 : Menteuse d'Émile Gaudreault : Chloé Therrien

#### Réalisatrice
- 2022 : Lignes de fuite avec Miryam Bouchard (en)

#### Scénariste
- 2022 : Lignes de fuite avec Émile Gaudreault

### Télévision
- 2014 : Unité 9 : Élodie
- 2014 : Les Beaux Malaises : serveuse de bar
- 2017 : O' : Florence
- 2017 : Lâcher prise : Camille, ex-blonde
- 2017 : Trop. : Lydia
- 2019 : Victor Lessard : Carolanne
- 2019-2021 : Léo : Jacynthe Dubeau
- 2022-2023 : Hôtel : Karine Leboeuf
- 2024 : La Candidate : Alix Mongeau